# أونو (لعبة فيديو)
أونو (بالإنجليزية: Uno)‏ هي لعبة فيديو تعتمد على لعبة الورق التي تحمل الاسم نفسه. تم إصداره لعدد من الأنظمة. تم إصدار نسخة إكس بوكس 360 من كاربونايتد غيمز ومايكروسوفت غيم ستوديوز في 9 مايو 2006 كتنزيل رقمي عبر إكس بوكس لايف آركيد. تم إصدار نسخة لأجهزة آي أو إس وآي بود في عام 2008 بواسطة غيم لوفت. أصدرت غيم لوفت نسخة  بلاي ستيشن 3 في 1 أكتوبر 2009، وأصدرت أيضًا نسخةً لوي واير ودي أس آي واير لنينتندو دي أس آي وبلاي ستيشن بورتبل. تم إصدار نسخة محدثة طورتها يوبي سوفت تشنغدو ونشرتها يوبي سوفت لجهاز بلاي ستيشن 4 وإكس بوكس ون في أغسطس 2016، ومايكروسوفت ويندوز في ديسمبر 2016 ونينتندو سويتش في نوفمبر 2017.
استقبل النقاد نسخة أونو الأصلية جيدًا. تم الإعلان عن تكملة للنسخة الأصلية للعبة، أونو راش، في معرض الترفيه الإلكتروني 2008.